# Małopolska Chorągiew Harcerzy ZHR
Małopolska Chorągiew Harcerzy ZHR – jednostka terytorialna Organizacji Harcerzy ZHR. Zrzesza hufce działające na terenie Krakowa i województwa małopolskiego.

## Skład Komendy Chorągwi
- Komendant Chorągwi:
hm. Michał Brzoskowski HR
- Zastępcy Komendanta Chorągwi:
phm. Maciej Knapik HR
- Przewodniczący Komisji Instruktorskiej:
hm. Paweł Pyzik HR
- Przewodniczący Kapituły Harcerza Rzeczypospolitej:
hm. Krzysztof Jabłoński HR
- Komendant Małopolskiej Szkoły Instruktorskiej:
hm. Michał Sternicki HR
- Referent ds. zuchów:
phm. Szymon Myśliwiec HR
- Referent ds. harcerzy:
phm. Jakub Gocał HR
- Referent ds. wędrowników:
phm. Piotr Kulis HR

Biuro chorągwi
- Skarbnik Chorągwi:
pwd. Kamil Wiącek HR
- Szef biura Chorągwi:
phm. Oskar Grodek HR

## Hufce
- Hufiec Harcerzy Kraków – Krowodrza
- Hufiec Harcerzy Kraków – Podgórze
- Hufiec Harcerzy Kraków – Stare Miasto
- Hufiec Harcerzy Kraków – Śródmieście im. hm. Leopolda Ungeheuera "Szarego Wilka"
- Hufiec Harcerzy Kraków – Wawel
- Hufiec Harcerzy Kraków – Zwierzyniec
- Tatrzański Hufiec Harcerzy
- Hufiec Harcerzy Polonia Minor

## Komendanci Małopolskiej Chorągwi Harcerzy ZHR
- (p.o.) phm. Krzysztof Wójtowicz (17 czerwca 1992 – 22 maja 1994)
- (p.o.) phm. Tomasz Pabian (22 maja 1994 – 11 listopada 1997)
- phm./hm. Piotr Popławski (11 listopada 1997 – 13 stycznia 2002)
- hm. Michał Sternicki (13 stycznia 2002 – 13 marca 2006)
- hm. Szymon Tatar (13 marca 2006 – 6 lutego 2010)
- phm./hm. Maciej Klima (6 lutego 2010 – 17 maja 2014)
- phm./hm. Dominik Skwierawski (17 maja 2014 – 28 lutego 2016)
- hm. Jarosław Kuczaj (28 lutego 2016 – 12 marca 2020)
- (p.o.) phm. Paweł Panasiuk HR (12 marca 2020 – 7 września 2021)
- hm. Szymon Pyzik HR (7 września 2021 – 18 czerwca 2023)
- hm. Jakub Deląg HR (18 czerwca 2023 – 30 maja 2025)
- hm. Michał Brzoskowski HR (30 maja 2025 – obecnie)